# کاتایکا
کاتایکا (انگلیسی: Katayka) یک شهرک در شهرستان بلورتسکی باشقیرستان کشور روسیه است.